# Низкодисперсионное стекло

Зависимость показателя преломления от числа Аббе для ряда различных оптических стёкол (красные кружки). Стекла классифицируются с использованием буквенно-цифрового кода, указывающего их состав и положение на диаграмме, низкодисперсные стёкла находятся в левой нижней части диаграммы. Данные взяты из каталога Schott Glass.

Низкодисперсио́нное стекло́ — сорт оптического стекла с низкой дисперсией. Показатель преломления таких стёкол мало зависит от частоты света. Применение данных стёкол в конструкции объективов позволяет уменьшить остаточную хроматическую аберрацию, что особенно полезно для длиннофокусных объективов.
Различные производители используют несколько аббревиатур для обозначения низкодисперсных стёкол:
- Low-dispersion glass — LD
- Special low-dispersion glass — SLD
- Extraordinary low-dispersion glass — ELD
- Extra-low-dispersion glass — ED
- Ultra-low-dispersion glass — UL

До изобретения таких стёкол в оптике использовались кристаллы флюорита, которые в виду низкого показателя преломления требовали создания линз большей кривизны поверхностей, что увеличивало сферическую аберрацию.
«Кодак» начал производить низкодисперсные стёкла в 1940-х годах, используя диоксид тория, который из-за радиоактивности не мог широко использоваться. Позже «Кодак» перешёл на бесториевые стёкла для использования в аэрофотосъёмке, но они имели жёлтый оттенок, что ограничивало применение таких стёкол только для чёрно-белой съёмки.
В лабораториях Leitz открыли[когда?], что оксид лантана(III) также подходит как замена диоксида тория, однако для предотвращения кристаллизации нужны были добавки других элементов.
Другие типы низкодисперсионных стёкол содержат оксид циркония (IV), но его высокая температура плавления требует применения платиновых тигелей.